# Paul Faivre
Henri Paul Faivre, född 3 mars 1886 i Belfort, Bourgogne-Franche-Comté, död 5 mars 1973 i Paris, var en fransk skådespelare.

## Roller i urval
- 1947 – Allt för Madeleine
- 1947 – Inferno
- 1950 – Rättvisa har skipats
- 1951 – Ensam flicka i Paris
- 1951 – Knock
- 1952 – De smygande stegen
- 1952 – Nattens skönheter
- 1954 – Rött och svart
- 1955 – Kärleksmanöver
- 1956 – Och Gud skapade kvinnan...
- 1957 – Drömmarnas gränd
- 1959 – Luffarkavaljeren
- 1961 – En man kom tillbaka
- 1961 – Falskmyntarna
- 1962 – Gentlemannen från Epsom
- 1966 – Den stora restauranten